# Francesco Torselli
Francesco Torselli (Firenze, 9 marzo 1976) è un politico italiano.

## Biografia
Ha iniziato la sua carriera politica come consigliere comunale a Firenze e successivamente è diventato capogruppo di Fratelli d’Italia nel Consiglio regionale della Toscana. 
Nelle elezioni europee del 2024 si candida per Fratelli d'Italia nella Circoscrizione Italia centrale. Viene eletto con 43.439 preferenze